# Christina-Johanne Schröder
 (septembre 2021).
Pour les articles homonymes, voir Schröder.
Christina-Johanne Schröder (née le 6 décembre 1983) est une femme politique allemande, membre du parti Alliance 90 / Les Verts. Elle est élue au Bundestag, à la suite des élections de 2021.